# Timothy J. Carter
Timothy Jarvis Carter (ur. 18 sierpnia 1800 w Bethel, zm. 14 marca 1838 w Waszyngtonie) – amerykański polityk, członek Partii Demokratycznej.

## Działalność polityczna
W 1833 zasiadał w Senacie Maine. W okresie od 4 września 1837 do śmierci 14 marca 1838 przez jedną kadencję był przedstawicielem 5. okręgu wyborczego w stanie Maine w Izbie Reprezentantów Stanów Zjednoczonych.
Jego bratem był Luther C. Carter.